# Batinding Diémé
Batinding Diémé est un village du Sénégal situé en Basse-Casamance, à proximité de la frontière avec la Gambie. Il fait partie de la communauté rurale de Djibidione, dans l'arrondissement de Sindian, le département de Bignona et la région de Ziguinchor.

## Présentation
Batinding, provient du nom Diémé.

Quartiers (2):

- Sinco : naturel

- Fina : naturel

Sous-quartiers (5):

- Kalalamoulé : provient de la mort d’un puisatier évanoui par la fatigue.

- Kapoundonne : provient d’un arbre fruitier qui était à côté.

- Bounonpoudj : naturel.

- Diabac : un nom d’un Baobab.

- Foto : pourrir les aliments.

## Histoire
Les conflits des tribus et la recherche de nouvelles terres fertiles sont à l’origine des déplacements de population d’une localité à une autre.

Au 17èmeèmeème siècle, Balamone et Amalounga débarquèrent à Batinding à la recherche de terres fertiles. Avec l’aide de ces guerriers, l’envahisseur Fodé Kaba Doumbouya occupa facilement ces 2 km² en délogeant les Koulounaes qui s’y trouvaient. Le village de Batinding connu des résistances importantes contre l’envahisseur.

Les noms des anciens chefs :

- 1899-1929 : Dialaling Diémé

- 1930-1980 : Sitapha Diémé

- 1981-2000 : Jean Baptiste Diémé

## Géographie
- Superficie : 2 km²
- Longueur : 2 km
- Largeur : 1 km
- Les villages qui entourent le village sont :
- Nord : Massara
- Sud : Batong
- Ouest : Boulighoye
- Est : Sitoukène

## Population
Lors du dernier recensement (2002), le village comptait 169 habitants et 24 ménages.